# Đa Minh Maria Hồ Ngọc Cẩn
Đa Minh Maria Hồ Ngọc Cẩn (1876–1948) là giám mục người Việt tiên khởi của Hạt Đại diện Tông Tòa Bùi Chu và cũng là giám mục người Việt thứ hai của Giáo hội Công giáo Việt Nam. Khẩu hiệu giám mục của ông là: "Hết tình nhẫn nhục và tận tâm giáo huấn". Ông không chỉ là một giám mục Công giáo mà còn là một nhà đạo đức, nhà văn hóa – giáo dục, nhà sư phạm lỗi lạc của Việt Nam trong nửa đầu thế kỷ XX.

## Thân thế
Giám mục Hồ Ngọc Cẩn tên thật là Hồ Ngọc Ca, sinh ngày 3 tháng 12 năm 1876, tại xứ đạo Ba Châu (làng Vĩnh Lưu, xã Phú Lương, huyện Phú Vang, tỉnh Thừa Thiên – Huế) thuộc Tổng giáo phận Huế, là con đầu của ông Giuse Hồ Ngọc Thi và bà Anna Nguyễn Thị Đào. Khi rửa tội, ông nhận tên thánh là Đôminicô (Dominique), hay còn gọi là Đa Minh. Ông còn có một người em trai tên là Hồ Ngọc Vịnh.
Thân thế họ nội của ông ở làng Cổ Thành, phủ Triệu Phong (nay thuộc xã Triệu Thành, huyện Triệu Phong), tỉnh Quảng Trị không theo Công giáo. Cha ông vì hoàn cảnh riêng, vào lập nghiệp ở Thừa Thiên và cải đạo tại đây. Lúc sinh thời, cha của ông làm nghề đông y, kiêm nghề giáo làng, vì thế ông được thừa hưởng từ nhỏ một sự giáo dục cơ bản về chữ Hán cũng như các kiến thức y dược và tinh thần yêu mến văn hóa quê hương. Điều này về sau đã có ảnh hưởng lớn đến vị giám mục và nhà văn hóa Hồ Ngọc Cẩn trong tương lai.
Do cha mất sớm, mẹ đem ông và người em trai về sống tại quê ngoại ở làng Trường An (còn có nghệ danh là Phường Đúc, vì làng này chuyên nghề đúc đồng nổi danh xứ Huế), họ đạo Trường An, giáo xứ Thợ Đúc, thuộc huyện Hương Thủy, cùng tỉnh Thừa Thiên (nay là phường Phường Đúc, thành phố Huế).

## Quá trình tu học
Năm 1889, Hồ Ngọc Ca được linh mục quản nhiệm họ đạo Trường An là Phanxicô Xaviê Trương Văn Thường (1806–1892) nhận làm nghĩa tử và đưa cậu thi tuyển vào Tiểu Chủng viện An Ninh (Quảng Trị). Sau kỳ thi khảo hành, Hồ Ngọc Ca bị đánh rớt, nhờ linh mục Girard – Giám đốc Chủng viện và cũng là bạn thân của linh mục Trường quyết định cho cậu bé học thử Tiểu chủng viện trong thời gian vài tháng. Trong vài tháng học thử đó, Hồ Ngọc Ca học hỏi cách nhanh chóng và luôn đứng đầu lớp, nhờ vậy cậu hoàn tất chương trình học 8 năm chỉ trong khoảng thời gian 6 năm.
Hai năm sau khi vào chủng viện, chủng sinh Hồ Ngọc Ca được Linh mục Eugène Marie Joseph Allys (tên Việt là Lý, về sau trở thành Giám mục Hạt Đại diện Tông Tòa Huế), linh mục Chánh xứ Phú Cam (Huế) nhận làm con nuôi với sự ủy thác của linh mục Trương Văn Thường lâm bệnh nặng. Ngày 5 tháng 5 năm 1896, chủng sinh Ca tiếp tục con đường tu trì bằng cách nhập học tại Đại chủng viện Phú Xuân – Huế. Cuối tháng 12 năm 1900, Hồ Ngọc Cẩn được phong chức Năm. Giám đốc Đại Chủng viện ngỏ ý muốn đổi tên, Hồ Ngọc Ca chọn tên mới là Hồ Ngọc Cẩn. Năm 1898, chính thức đổi tên thành Hồ Ngọc Cẩn.

## Thời kỳ linh mục
Ngày 20 tháng 12 năm 1902, Hồ Ngọc Cẩn thụ phong chức linh mục lúc mới 26 tuổi. Sau khi được truyền chức linh mục, tháng 2 năm 1903, linh mục Cẩn được bổ nhiệm đảm nhiệm chức linh mục phó giáo xứ Kẻ Văn (nay thuộc xã Hải Tân, huyện Hải Lăng, Quảng Trị). Trong thời kỳ đảm nhiệm vai trò này, linh mục Cẩn mở lớp dạy chữ cho trẻ em và người lớn nhằm nâng cao dân trí, dạy dỗ kinh bổn, cách đối xử với mọi người, các việc này làm nhiều giáo dân yêu mến ông. Tháng 8 năm 1907, ông kết thúc vai trò đầu tiên trong đời linh mục. Ba tháng sau đó, tháng 11 năm 1907, Hồ Ngọc Cẩn đảm nhiệm vai trò linh mục chánh xứ Kẻ Hạc (nay thuộc xã Vạn Trạch, huyện Bố Trạch, Quảng Bình).
Tháng 9 năm 1910, Hồ Ngọc Cẩn được cử làm giáo sư tại Tiểu chủng viện An Ninh và là một giáo sư người Việt Nam đầu tiên giảng dạy tại chủng viện Công giáo. Ông dạy các môn Latin, Pháp, Toán, Việt với một phương pháp sư phạm rất tiến bộ, dễ hiểu, dễ nhớ, trình bày rõ ràng, sáng sủa và nhẹ nhàng.
Năm 1923, Hồ Ngọc Cẩn được bổ nhiệm đảm nhận vai trò linh mục chính sở họ đạo Trường An, cùng với Giám mục Eugène Allys Lý xây dựng Dòng Thánh Tâm (Institution Coeur) tại Trường An (Huế). Năm 1924, ông được cử làm Bề trên tiên khởi của Dòng.
Linh mục Hồ Ngọc Cẩn dành tâm huyết xây dựng các cơ sở tôn giáo, đào tạo tu sĩ và gầy dựng bốn trường Sơ đẳng Tiểu học, trao cho các tu sĩ Thánh Tâm điều khiển, ở Trường An, Phủ Cam, Kim Long và Lại Ân. Ngoài ra, ông còn thành lập nhà in “Trường An ấn quán” chuyên in sách báo tài liệu giáo lý của Hạt Đại diện Tông Tòa Huế.

## Thời kỳ giám mục
Giáo hoàng Piô XI công bố thông điệp “Rerum Ecclesiae” nhằm mục đích thúc bách địa phương hóa hàng giáo sĩ ở các nước truyền giáo. Tại Việt Nam, từ khi giám mục Tiên khởi Gioan Baotixita Nguyễn Bá Tòng được phong chức năm 1933 đã gây ảnh hưởng lớn đến hàng giáo sĩ bản địa cũng như hàng giáo dân. Hạt Đại diện Tông Tòa Bùi Chu cũng mong muốn có giám mục người Việt Nam lãnh đạo. Tòa Thánh yêu cầu, giám mục Đại diện Tông Tòa Bùi Chu là Munagorri chọn linh mục Hoàng Gia Huệ, đang là chính xứ Ninh Cường nhưng không được hồi đáp. Khâm sứ Tòa Thánh Columban Dreyer sắp xếp gặp gỡ, nhận định và tham khảo ý kiến nhiều người khác nhau và đề nghị Tòa Thánh chọn linh mục Hồ Ngọc Cẩn.
Ngày 12 tháng 3 năm 1935, Giáo hoàng Piô XI ký sắc phong Hồ Ngọc Cẩn làm Giám mục phó Đại diện Tông Tòa Hạt Đại diện Tông tòa Bùi Chu, giám mục Hiệu tòa Zenobia. Lễ tấn phong cho vị tân chức diễn ra vào ngày 29 tháng 6 năm 1935 tại nhà thờ Phú Cam, Huế, do Khâm sứ Columban Dreyer chủ phong với sự phụ phong của hai Giám mục Chabanon Giáo (Hạt Đại diện Tông Tòa Huế) và Gioan Baotixita Nguyễn Bá Tòng (Hạt Đại diện Tông Tòa Phát Diệm), cùng với sự chứng kiến giám mục Allys Lý và Martial Pierre Marie Jannin Phước từ Kon Tum, tổng cộng có 130 người tham dự. Ông trở thành vị giám mục người Việt thứ 2 sau Giám mục Gioan Baotixita Tòng và là giám mục đầu tiên được tấn phong trong nước. Sau khi tấn phong, ông lấy tên thánh Giuse, vì thế trong một số tài liệu ghi tên đầy đủ của ông là Giuse Đa Minh Hồ Ngọc Cẩn (Giuseppe Dominique Hồ Ngọc Cẩn).
Hồ Ngọc Cẩn chọn cho mình khẩu hiệu giám mục: “Hết tình nhẫn nhục và tận tâm giáo huấn”. Huy hiệu của ông gồm có một hình thuẫn, trọng tâm là Thánh Tâm Chúa Giêsu với hình vẽ ánh sáng tỏa ra hai phía, một bên hình thuẫn là sông Hương núi Ngự, một bên nhà thờ Bùi Chu, phía dưới là cuốn sách và tràng chuỗi Mân Côi. Huy hiệu của tân giám mục được vẽ bởi họa sĩ Tôn Thất Sa, một giáo sư hội họa ở Huế.
Sáng ngày 1 tháng 8 năm 1935, đoàn xe chở tân giám mục Hồ Ngọc Cẩn từ Huế đến địa phận Bùi Chu. Tại cuối tiệc mừng dịp này, linh mục Gallego (Nam) đọc chúc từ bằng tiếng Pháp, trong đó nêu rõ mong muốn giám mục Hồ Ngọc Cẩn bảo tồn cơ đồ lớn dòng Đa Minh đã truyền giáo 300 năm. Sau khi về Bùi Chu, Hồ Ngọc Cẩn ở tại Tòa giám mục, còn giám mục Đại diện Tông Tòa Munagorri ở Khoái Đồng với giáo sĩ Casado (Thuận) như thói quen. Giám mục Hồ Ngọc Cẩn được dặn không phân xử bất cứ việc kiện cáo gì.
Ngày 17 tháng 5 năm 1936, giám mục Munagorri trao quyền lãnh đạo địa phận lại cho giám mục Hồ Ngọc Cẩn, và một tháng sau đó, giám mục này qua đời. Sau lễ an táng giám mục Munagorri, giám mục Hồ Ngọc Cẩn chính thức chấp chính giáo phận. Trước đó, từ này 9 tháng 3 năm 1936, địa phận Bùi Chu đã bị chia tách nhằm thành lập Hạt Đại diện Tông Tòa Thái Bình. Sau khi phân tách, việc bàn giao cơ sở vật chất cũng như vấn đề tài chính giữa hai Địa phận gặp nhiều khó khăn. Cũng trong thời gian này, vấn đề nhân sự cũng nổi bật lên những khó khăn. Hồ Ngọc Cẩn quyết định trưng cầu ý kiến hàng linh mục bằng cách dùng phương pháp thư kín, ngoài ra ông cũng bổ nhiệm các linh mục Quản hạt mới. Trong thời kỳ quản nhiệm, ông đã gửi thư cho hàng linh mục nói về việc linh mục như là các anh em với nhau. Về vấn đề tĩnh tâm các linh mục, suốt 12 năm, Hồ Ngọc Cẩn đích thân giảng chínhː Thư luân lưu gửi hàng linh mục giáo phận, ý đức cha nói giám mục và linh mục là “anh em như thể tay chân” với nhau.

## Tấm lòng với đất nước
Sau khi Việt Nam tuyên bố độc lập, chính phủ Việt Nam Dân chủ Cộng hòa phát động Tuần lễ Vàng, khuyến khích người dân đóng góp cho ngân sách quốc gia nhằm tháo gỡ sự khó khăn tài chính của đất nước. Ông cũng tích cực vận động giáo dân tham gia Tuần lễ Vàng ủng hộ cho chính phủ. Bản thân ông cũng đóng góp với lời phát biểu đầy cảm động được ghi nhận:
"Tôi có mấy nhời thay mặt cả hàng giáo sĩ cảm ơn Ủy ban đã có lời mời chúng tôi đến dự Tuần lễ Vàng này. Thật như bài diễn văn chúng tôi ai nấy vừa nghe. Ai là người có vàng lúc này không nên ẩn giấu, phải đưa ra để chung nhau đắp nền độc lập cho Tổ quốc… Phần tôi khi thụ phong giám mục, có một đấng biếu tôi Thánh giá này và dây đeo thực là vàng. Nhưng tôi nghĩ, người đời trên có giời che, dưới có đất chở. Trên phải phụng sự Thiên Chúa, dưới cũng không quên Tổ quốc. Vậy trong lúc này, tôi cũng vui lòng chia của quý này làm hai. Thánh giá tôi giữ lấy để phụng sự Thiên Chúa, dây đeo tôi để phụng sự quốc gia".
Trong buổi lễ tấn phong Giám mục Phát Diệm ngày 28 tháng 10 năm 1945 cho giám mục Tađêô Lê Hữu Từ, ông đã phát biểu:
"Cho tới nay, nước Việt Nam đã có bốn người được phong giám mục. Điều lý thú là mỗi người đều mang họ một anh hùng dân tộc. Đức cha Nguyễn Bá Tòng mang họ vị anh hùng Nguyễn Huệ. Kế đến Đức cha Ngô Đình Thục mang họ Ngô Quyền. Hôm nay Đức cha Lê Hữu Từ mang họ Lê Lợi. Còn tôi mang họ... Chủ tịch Hồ Chí Minh".
Ngày 8 tháng 9 năm 1946, ông cho lập dòng tu Chị em con Đức Mẹ Mân côi Bùi Chu (còn gọi là Dòng Nữ Đức Mẹ Mân côi).
Ngày 27 tháng 11 năm 1948, ông qua đời sau 13 năm cai quản Hạt Đại diện Bùi Chu, hưởng thọ 72 tuổi và được an táng tại nhà thờ chính tòa Bùi Chu. Khi hay tin ông qua đời, Chủ tịch Hồ Chí Minh gửi điện văn chia buồn cho giáo dân thuộc Hạt Đại diện Tông Tòa Bùi Chu: "Tôi rất lấy làm đau đớn được tin Đức giám mục Hồ Ngọc Cẩn đã từ trần. Tiếc rằng vì chiến sự, tôi không thể về dự đám tang của Đức giám mục, tôi nhờ Ủy ban kháng chiến hành chính Liên khu III thay mặt tôi đến dự lễ và chia buồn cùng đồng bào Công giáo địa phận Bùi Chu".
Trong dịp lễ tang ông, có ông Nguyễn Văn Ninh, Chủ tịch Ủy ban kháng chiến tỉnh Nam Định với Xứ ủy thay mặt Hồ Chủ tịch cùng các cơ quan chính quyền địa phương, chính quyền còn cử một đội quân danh dự túc trực bên linh cữu của Giám mục. Về phía Phật giáo có đại biểu Thượng tọa Thích Bảo Long cùng nhiều vị tăng ni Phật tử tới tham dự thánh lễ tiễn đưa Giám mục về nơi an nghỉ cuối cùng. Thi hài Giám mục an táng tại Nhà thờ chính tòa Bùi Chu.

## Sự nghiệp văn hóa
Không chỉ là một Giám mục được giáo dân yêu quý, ông còn là tác giả nhiều sách đạo và sách học, như các sách về ngữ pháp Latin và tiếng Pháp, sách giáo khoa Toán và Văn học Việt Nam.
Trong thời gian 10 năm là Bề trên của Dòng Thánh Tâm, ông đã cho mở 4 trường tiểu học bổ túc do các sư huynh trong Giáo đoàn đảm nhận giảng dạy tại Trường An, Kim Long, Phú Cam và Lại Ân cho các chủng sinh trước khi vào Chủng viện. Ông cũng cho mở nhà in "Thánh Tâm" (lúc đầu gọi là Trường An ấn quán) để in sách báo, tài liệu Công giáo của Hạt Đại diện Tông Tòa Huế. Thượng thư Nguyễn Hữu Bài đã dâng cúng thửa vườn và nhà cửa để lập cơ sở này.
Năm 1937, ông cho lập trường tiểu học Trung Linh. Từ năm 1938, ông đã cải tổ Tiểu chủng viện theo chương trình mới, để đào tạo linh mục. Năm 1937, khai trương Đại chủng viện từ Bùi Chu, qua Phú Nhai, rồi tiến tới Đại chủng viện Quần Phương vào năm 1940, một chủng viện đầu tiên do giáo sĩ Việt Nam điều khiển.
Tên ông từng được đặt tên cho cho một trường Trung học tại Giáo xứ Lục Thủy, thuộc xã Xuân Hồng, huyện Xuân Trường, Nam Định, được thành lập năm 1949. Sau năm 1954, trường dời vào Nam, vẫn lấy tên là Hồ Ngọc Cẩn, với trụ sở chính thức tại Bà Chiểu, Gia Định. Sau năm 1975, trường đổi tên thành trường Trung học Nguyễn Đình Chiểu, đến năm 1977 đổi thành Trường Tiểu học Nguyễn Đình Chiểu cho đến ngày nay (2013).
Ngoài ra, tên ông còn được đặt cho một con đường ở Sài Gòn từ năm 1967. Tên đường này vẫn được giữ cho đến ngày nay, thuộc địa bàn phường Tân Thành, quận Tân Phú, Thành phố Hồ Chí Minh (2010).

## Tác phẩm
1. Văn phạm La Tinh (02 cuốn).
2. Văn phạm tiếng Pháp (02 cuốn). (được giải thưởng của Khâm Sứ Tòa Thánh).
3. Mẹo tiếng An Nam (tức Văn phạm chữ Quốc ngữ) (2 cuốn).
4. Toán pháp (02 cuốn).
5. Hán tự quy giảng (Văn phạm Hán văn).
6. Thường đàm nhật dụng, văn khế đơn tự.
7. Luận Quốc văn (02 cuốn).
8. Pháp tự khúc ca.
9. Tán nữ khúc ca.
10. Ngạn nhữ kinh thơ.
11. Hán Việt thường đàm (nhà in Trường An Huế, 1942).
12. Văn chương thi phú An Nam (in lần thứ hai, nhà in Truyền giáo hải ngoại, Hồng Kong, 1923).
13. Con muốn ở nhà Đức Chúa Trời (In lần thứ ba, Hồng Kông, nhà in Nazareth, 1930).
14. Tu viện trinh nữ.
15. Tu phân minh cảnh.
16. Tu sĩ thần lương.
17. Giúp Linh mục cấm phòng (nhà in Bùi Chu, 1938).
18. Tháng Trái Tim Chúa Giêsu.
19. Tháng Đức Bà, tháng Thánh Giuse.
20. Gẫm quanh năm (dịch, 5 cuốn).
21. Phước họa thị phi (3 cuốn).
22. Tuồng (Bảy Mối).
23. Truy tầm chân đạo (nhà in Thánh gia Bùi Chu, 1951).
24. Sách cha mẹ dạy con.
25. Thận chung truy viễn.
26. Giáo nhơn hành thiện.
27. Triết nhơn tri kỷ.
28. Quê ta ở đâu?
29. Bổn Đồng ấu (sách giáo lý cho thiếu nhi).
30. Tháng giáo thuyết minh (sách giáo lý cho người lớn).

## Tông truyền
Giám mục Đa Minh Maria Hồ Ngọc Cẩn được tấn phong giám mục năm 1935, dưới thời Giáo hoàng Piô XI, bởi:
- Chủ phong: Tổng giám mục Victor-Valentin (Colomban-Marie) Dreyer, O.F.M., Khâm sứ Tòa Thánh tại Đông Dương
- Hai vị phụ phong: Giám mục Alexandre Paul Marie Chabanon Giáo, M.E.P., Đại diện Tông Tòa Hạt Đại diện Tông Tòa Huế và giám mục Gioan Baotixita Nguyễn Bá Tòng, Phó Đại diện Tông Tòa Hạt Đại diện Tông Tòa Phát Diệm.

Giám mục Đa Minh Maria Hồ Ngọc Cẩn đóng vai trò phụ phong trong nghi thức truyền chức giám mục cho các giám mục:
- Năm 1936, Juan Casado Obispo Thuận, O.P., nay là cố Đại diện Tông Tòa Hạt Đại diện Tông Tòa Thái Bình.
- Năm 1937, François Arsène Jean Marie Eugène Lemasle Lễ, M.E.P., nay là cố Đại diện Tông Tòa Huế.
- Năm 1938, Phêrô Máctinô Ngô Đình Thục, nay là cố Tổng giám mục Tổng giáo phận Huế.
- Năm 1945, Tađêô Lê Hữu Từ, nay là cố Đại diện Tông Tòa Phát Diệm.